# Gilmar Sossella
Gilmar Sossella (Tapejara, 13 de abril de 1961) é um bancário, advogado e político brasileiro filiado no Partido Democrático Trabalhista (PDT). Antes de ingressar na carreira política, foi agricultor até se tornar funcionário de carreira do Banco do Brasil, no ano de 1982. Ocupou vários cargos políticos a nível municipal e estadual, incluindo de Presidente da Assembleia Legislativa do Rio Grande do Sul. Atualmente é secretário de Trabalho no Governo do Rio Grande do Sul.

## Juventude e formação
Gilmar Sossella nasceu no município de Tapejara de uma família de agricultores, depois exerceu as funções de bancário e advogado.  Formado em Direito pela Universidade de Passo Fundo (UPF) e pós-graduado em Gestão Pública pela Faculdade Educacional da Lapa (Fael), Gilmar Sossella também é funcionário de carreira do Banco do Brasil.

## Carreira política

### Vereador e Prefeito de Tapejara
Entrou na política aos 19 anos ao se eleger vereador de Tapejara. Entre 1997 e 2004, foi Prefeito de Tapejara, onde criou programas de incentivo ao microempreendedorismo. Como parte da função foi presidente da Federação das Associações de Municípios do Rio Grande do Sul em 2005, quando criou o programa "Cresce RS" que concedeu uma linha de crédito com base no Fundo de Amparo ao Trabalhador.

### Deputado estadual
Em 2010, foi um dos deputados estaduais do Rio Grande do Sul que votou a favor do aumento de 73% nos próprios salários em dezembro, fato esse que gerou uma música crítica chamada "Gangue da Matriz" composta e interpretada pelo músico Tonho Crocco, que fala em sua letra os nomes dos 36 deputados (inclusive o de Gilmar Sossella) que foram favoráveis a esse autoconcedimento salarial;
Foi de 31 de janeiro de 2014 a 31 de janeiro de 2015 presidente da Assembleia Legislativa do Rio Grande do Sul. Em 2018 foi reeleito deputado estadual, com 37.500 votos, entretanto sua candidatura ficou sub júdice, com registro negado no TRE-RS e TSE, Sossella entrou com recurso e teve seus direitos políticos restabelecidos.
Nas eleições estaduais de 2022 foi eleito deputado estadual pelo PDT, à uma cadeira na Assembleia Legislativa do Rio Grande do Sul para a 56ª legislatura (2023 — 2027) com 24.946 votos. No entanto, licenciou-se do cargo para assumir como secretário de Trabalho na segunda gestão Eduardo Leite. Airton Artus assumiu sua posição como primeiro suplente de deputado estadual do PDT.

### Secretário de Trabalho
No segundo turno da eleição de 2022, Gilmar Sossella e seu partido  apoiaram a candidatura de Eduardo Leite (PSDB) contra Onyx Lorenzoni (PL), com Eduardo Leite. Após as eleições, o PDT integrou a gestão estadual com a legenda indicando Gilmar Sossella para a função de secretário de Trabalho neste governo. Como Secretário de Trabalho, Sossella estabeleceu como prioridades a promoção do microempreendedorismo, o aumento do salário mínimo estadual, a geração de emprego para mulheres e a recriação do do programa "Cresce RS".

## Vida pessoal
Gilmar Sossella é casado com Melania Torriel Sossella e tem dois filhos.